# Біти-Камень
Біти-Камень (пол. Bity Kamień) — село в Польщі, у гміні Домброва-Білостоцька Сокульського повіту Підляського воєводства.
Населення — 26 осіб (2011).
У 1975-1998 роках село належало до Білостоцького воєводства.

## Демографія
Демографічна структура станом на 31 березня 2011 року:
|          | Загалом | Допрацездатний вік | Працездатний вік | Постпрацездатний вік |
| -------- | ------- | ------------------ | ---------------- | -------------------- |
| Чоловіки | 14      | 1                  | 10               | 3                    |
| Жінки    | 12      | 2                  | 6                | 4                    |
| Разом    | 26      | 3                  | 16               | 7                    |